# Coelhinha

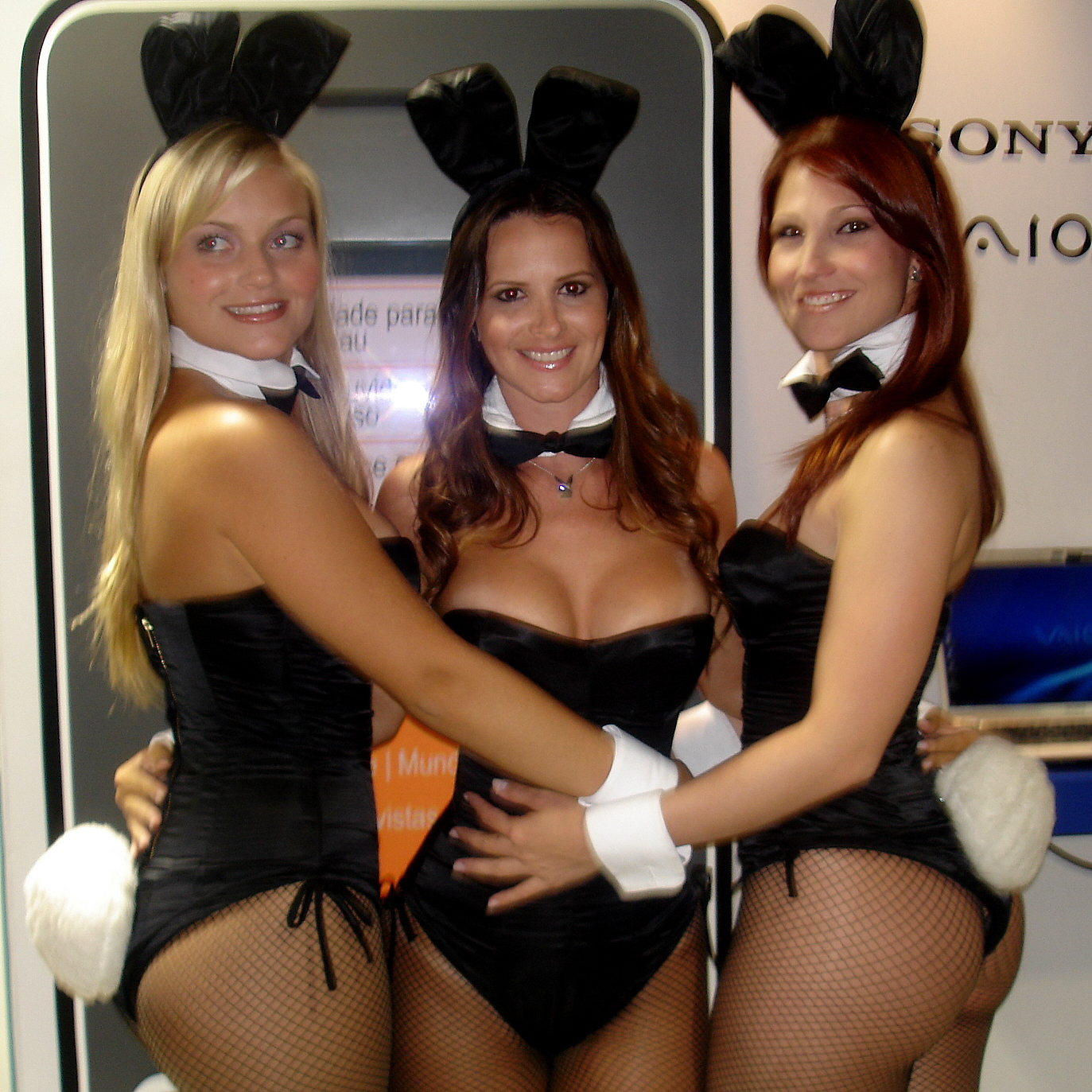
Thaiz Schmitt, Márcia Spézia, e Ana Lúcia Fernandes, as coelhinhas da Playboy Brasil, durante a Campus Party de 2009.

Coelhinha são as funcionárias que trabalham nos eventos patrocinados pela Playboy (originalmente nas boates da marca Playboy, criada pelo jornalista Hugh Hefner, em 1953), autorizadas a usar a roupa oficial de coelha (a notória Bunny Costume), aludindo ao coelho mascote da revista, passando ainda por um treinamento de comportamento e "manobras" para servir alguém na mesa ou em eventos específicos. Tais treinamentos legitimam-se na medida em que há registros de ocorrências constrangedoras promovidas por participantes que se excedem durante fotos e abordagens. As Coelhinhas são distintas das Playmates, as modelos que fazem os ensaios nus, mas algumas Coelhinhas viraram Playmates e vice-versa. No caso da Playboy Brasil, em pelo menos duas ocasiões as Coelhinhas ensaio de capa da revista, em dezembro de 2008 (Editora Abril) e janeiro de 2018 (PBB Entertainment).

## Ex-Coelhinhas da Playboy Brasil (Editora Abril)
- Márcia Spézia
- Thaiz Schmitt
- Ana Lúcia Fernandes
- Camila Vernaglia
- Priscila Muniz

## Coelhinhas Oficiais da Playboy Brasil (PBB Entertainment)
- Renata Karelin
- Katiely Kathissumi
- Brenda Olivieri
- Bruna Tavares
- Ariennes Gasparotto